# Joshua Baker
Joshua Baker, född 23 mars 1799 i Mason County, Kentucky, död 16 april 1885 i Lyme, Connecticut var en amerikansk jurist och politiker. Han var Louisianas guvernör från januari till juni 1868. Han var ursprungligen en konservativ demokrat som motsatte sig Louisianas utträde ur USA och därefter unionist. Som guvernör representerade han både demokraterna och unionisterna.
Baker utexaminerades från United States Military Academy, studerade sedan juridik i Connecticut och inledde 1822 sin karriär som advokat. År 1829 tjänstgjorde han som domare i Saint Mary Parish i Louisiana.
Efter amerikanska inbördeskriget styrdes Louisiana av militären. President Andrew Johnson utnämnde Baker till guvernör i januari 1868. Sommaren 1868 avgick han sedan som guvernör. År 1885 avled Baker hemma hos sin dotter Margaret Van Bergen i Connecticut. Hans gravvård är på begravningsplatsen Green-Wood Cemetery i Brooklyn i New York.